# Maximilien Simon Genteur
Maximilien Simon Genteur est un haut-fonctionnaire et une personnalité politique française né le 26 janvier 1815 à Saint-Germainmont (Ardennes) et mort le 5 novembre 1882 à Paris.
Il occupe plusieurs fonctions politiques, notamment celles de Maire d'Orléans et de conseiller général du Loiret sous le Second Empire puis de conseiller général des Ardennes sous la Troisième République.
Haut-fonctionnaire, il occupe des postes de préfet, de secrétaire général au Ministère de l'Instruction Publique, de conseiller d'état et Commissaire du gouvernement.

## Biographie
Maximilien Genteur naît le 26 janvier 1815 sous la Restauration. Il fait ses études au lycée de Reims et suit les cours de l'École de droit de Paris où il achève son stage d'avocat.
Le 15 décembre 1840, il épouse à Orléans Marguerite Légier (1820-1899), fille de Germain Nicolas Légier (1789-1852), avocat et bâtonnier du barreau d'Orléans, magistrat et Président du conseil général du Loiret. De cette union naît un fils unique Maxime Genteur (1841
-1871,), qui sera auditeur au Conseil d'Etat en service extraordinaire, commissaire du gouvernement, fonctionnaire à la préfecture du département de la Seine et qui deviendra secrétaire général de la préfecture du Loiret.
Maximilien Genteur devient propriétaire du château de la Source du Rollin à La Chapelle-Saint-Mesmin dans le Loiret.
Il exerce à partir de 1846 la fonction d'avocat et est régulièrement élu bâtonnier du barreau d'Orléans.
Il est désigné maire d'Orléans par décret impérial de 1854 à 1856 ; il est également conseiller général de 1852 à 1857 dans le canton d'Orléans-Est.

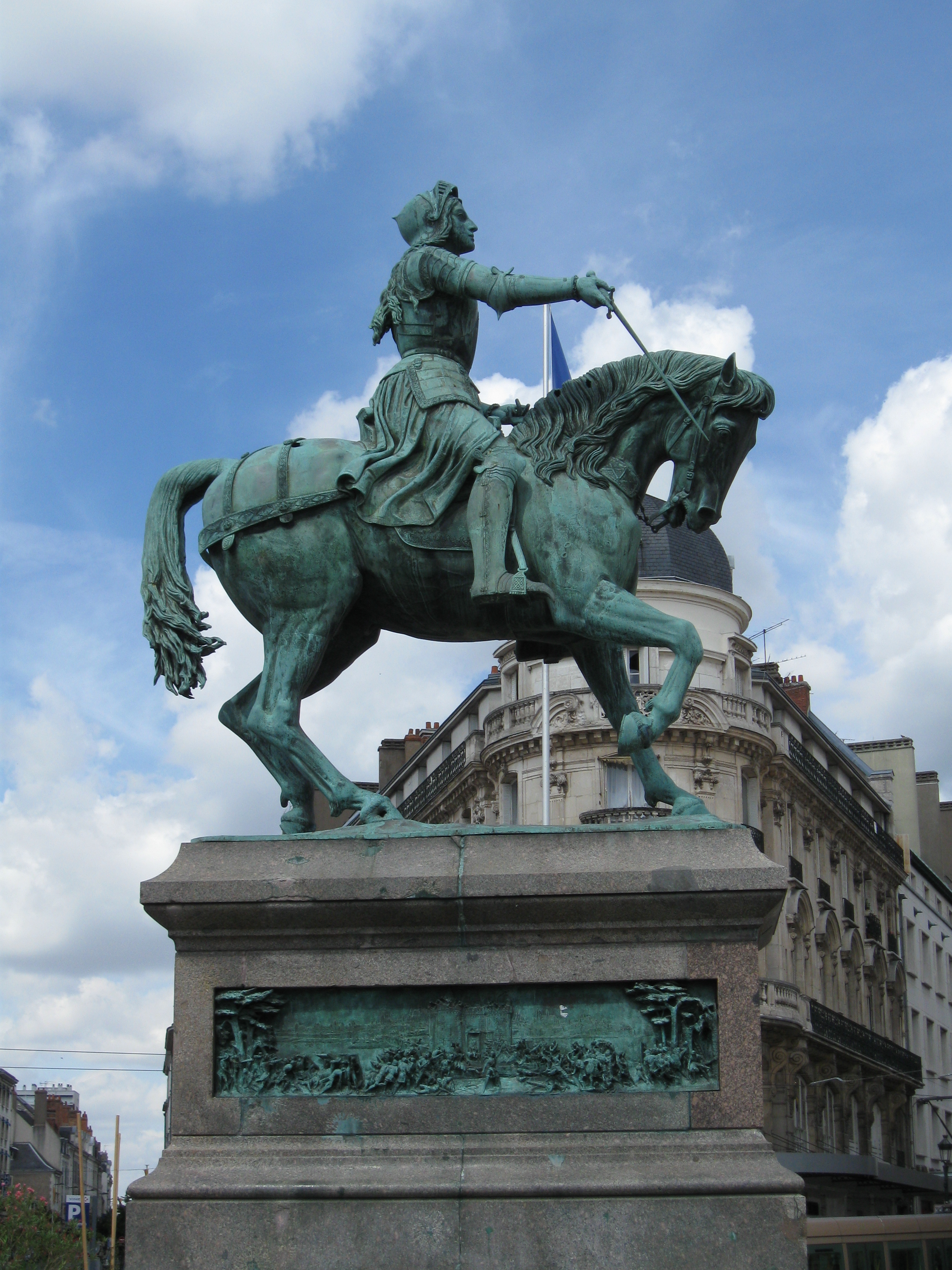
Statue équestre de Jeanne d'Arc, place du Martroi, Orléans.

C'est sous le mandat Genteur que la ville d'Orléans propose de faire modifier le tracé du circuit interne à la commune  de la ligne de chemin de fer de la Gare d'Orléans vers celles de Tours et Vierzon.
Il est à l'origine, en 1855, de l'érection de la statue équestre de Jeanne d'Arc, actuellement située place du Martroi, place principale du centre ville d'Orléans,, ainsi que de la création, par délibération municipale, de la première Association alimentaire d'Orléans ayant pour but de vendre des denrées à bon marché.
Après la visite de Napoléon III à Orléans le 6 juin 1856 pour constater les dégâts occasionnés par l'inondation de la Loire, il exerce la fonction de Préfet de l'Allier de 1856 à 1863.
Proche de Charles de Morny et d'Eugène Rouher, il est nommé par le Ministre Victor Duruy, secrétaire général du Ministère de l'Instruction Publique en juin 1863,.
En qualité de Commissaire du gouvernement en 1864, il prend parti pour le ministre Duruy, qui fait l'objet des virulentes attaques du parti clérical, et défend le budget de l'Instruction publique et l'enseignement de l'histoire contemporaine dans les lycées.
Il quitte le secrétariat général de l'Instruction Publique le 5 octobre 1864 pour rejoindre le Conseil d’État.
Il est désigné conseiller d'état en 1864, membre du Conseil du sceau des titres en 1869 et est élu président de la section de l'intérieur au Conseil d'État en 1870.
Il est enfin élu conseiller général des Ardennes de 1871 à 1876.
En 1880, il est à l'origine de la pousse du Bois de La Chapelle-Saint-Mesmin et notamment du Bois de Vaussoudun.
Il meurt dans le quartier d'Auteuil à Paris le 5 novembre 1882 à l'âge de 67 ans.
Maximilien Genteur est inhumé le 8 novembre 1882 auprès de son épouse, au cimetière de Passy, qui le rejoindra le 4 août 1899.

## Distinctions
- Commandeur de la Légion d'honneur
- Officier de l'Instruction publique

Il est fait chevalier de la Légion d'honneur en 1856 puis élevé au grade d'officier en 1861 puis de commandeur en 1864,.
En 1859, il est fait officier de l'instruction publique.